# Sugarfree
Sugarfree ist eine italienische Pop-Rock-Band, die 2000 in Catania (Sizilien) gegründet wurde.

## Bandgeschichte
Die Gruppe begann ihre Aktivitäten als Coverband in ihrer Region, spezialisiert auf klassischen Rock, R&B und Funk. 2003 stieß der Sänger Matteo Amantia dazu, wodurch Sugarfree nun auch begann, eigene Songs zu schreiben. Gleich mit der Ende 2004 bei Warner erschienenen Debütsingle gelang der Band ein Nummer-eins-Hit: Cleptomania. Im Anschluss veröffentlichte sie 2005 das erste Album Clepto-manie. Zweite Single aus dem Album war Cromosoma.
Nachdem die Band nicht für das Sanremo-Festival 2005 zugelassen worden war, versuchte sie es nun ein weiteres Mal und ging schließlich beim Festival 2006 mit dem von Fortunato Zampaglione mitgeschriebenen Lied Solo lei mi dà ins Rennen, schaffte es jedoch nicht ins Finale. Das Lied fand Eingang in eine Neuauflage des ersten Albums. 2008 erschien der Film Scusa ma ti chiamo amore von Federico Moccia, für den Sugarfree den Titelsong beisteuerte. Auch die nächste Single Splendida wurde im Abspann eines Kinofilms verwendet, in der italienischen Version von James Keachs Blind Dating (in Italien 2008 auf DVD erschienen). Ende des Jahres legte die Band das zweite Album Argento vor.
2009 trat Alfio Consoli, der die Band im Jahr 2000 mitbegründet hatte, wieder an die Stelle von Sänger Amantia. Außerdem ersetzte Salvo Urzì den Gitarristen Luca Galeano und Keyboarder Vincenzo Pistone verließ die Band. Mit Regalami un’estate hatte die neue Besetzung einen kleinen Sommerhit, enthalten auf der EP In simbiosi. Doch konnte man nicht mehr an die Erfolge aus der Anfangszeit anknüpfen. 2010 folgte die Single Scusa ma ti voglio sposare, die wieder den gleichnamigen Film von Federico Moccia begleitete.
2011 setzte die Band die Zusammenarbeit mit Zampaglione fort und veröffentlichte die Single Lei mi amò, der das Album Famelico folgte. In den folgenden Jahren unternahm Sugarfree mehrere Tourneen und veröffentlichte auch neue Lieder. Ende 2014 gab Consoli bekannt, die Band wieder zu verlassen, woraufhin Matteo Amantia als Sänger zurückkehrte.

## Diskografie
Alben

| Jahr | Titel Musiklabel                       | Höchstplatzierung, Gesamtwochen, AuszeichnungChartsChartplatzierungen (Jahr, Titel, Musiklabel, Platzierungen, Wochen, Auszeichnungen, Anmerkungen) | Anmerkungen                              |
| Jahr | Titel Musiklabel                       | IT | Anmerkungen                              |
| ---- | -------------------------------------- | --- | ---------------------------------------- |
| 2005 | Clepto-manie Warner                    | IT21 (17 Wo.)IT | Erstveröffentlichung: 6. Mai 2005        |
| 2006 | Clepto-manie (edizione Sanremo) Warner | IT69 (4 Wo.)IT |                                          |
| 2008 | Argento Warner                         | IT82 (2 Wo.)IT | Erstveröffentlichung: 26. September 2008 |

Weitere Alben
- 2009: In simbiosi (EP)
- 2011: Famelico

Singles

| Jahr | Titel Album                                    | Höchstplatzierung, Gesamtwochen, AuszeichnungChartsChartplatzierungen (Jahr, Titel, Album, Platzierungen, Wochen, Auszeichnungen, Anmerkungen) | Anmerkungen                             |
| Jahr | Titel Album                                    | IT | Anmerkungen                             |
| ---- | ---------------------------------------------- | --- | --------------------------------------- |
| 2004 | Cleptomania Clepto-manie                       | IT1 Gold (2024) · (35 Wo.)IT |                                         |
| 2005 | Cromosoma Clepto-manie                         | IT23 (5 Wo.)IT |                                         |
| 2006 | Solo lei mi dà Clepto-manie (edizione Sanremo) | IT12 (14 Wo.)IT | Platz 19 (13 Wochen) der Downloadcharts |
| 2008 | Scusa ma ti chiamo amore Argento               | IT8 (12 Wo.)IT |                                         |
| 2008 | Splendida Argento                              | IT18 (2 Wo.)IT |                                         |
| 2009 | Regalami un’estate In simbiosi                 | IT33 (2 Wo.)IT |                                         |
| 2010 | Scusa ma ti voglio sposare                     | IT33 (1 Wo.)IT |                                         |

Weitere Singles
- 2005: Tu sei tutto per me
- 2005: Briciola di te
- 2006: Inossidabile
- 2006: Una donna per amico
- 2009: Amore nero
- 2011: Lei mi amò
- 2011: Famelico
- 2012: Ti troverò
- 2013: Pura e semplice
- 2016: Ti amo a Milano
- 2017: Le tue favole
- 2017: Non basta stare insieme